# Szymany (województwo wielkopolskie)
Szymany – wieś w Polsce położona w województwie wielkopolskim, w powiecie tureckim, w gminie Dobra.

## Historia
Pierwsza wzmianka o wsi pochodzi z 1436 roku. W początkach XVI wieku Szymany należały do parafii Boleszczyn i tam dawały dziesięcinę. Wówczas to, Szymany wchodziły w skład dobrskiego klucza ziemskiego. W 1537 roku Jan Russocki miecznik kaliski, wydzierżawił za tysiąc dukatów: Szymany, Chrapczew oraz połowy Długiej Wsi i Dąbrowicy Andrzejowi Koryckiemu. W 1570 roku jego potomek Adrian Russocki, również miecznik kaliski, na swoim majątku, w którego skład wchodziły Szymany zapisał swojej żonie Annie z Ćiświeckich córce Jana Ciświeckiego wojskiego kaliskiego, 5 tysięcy dukatów posagu. W 1624 roku ksiądz Jan Brudzyński cysters koronowski syn Mikołaja, podarował swojemu bratu Wojciechowi, części dziedziczone po rodzicach we wsi Szymany i kilku innych wsiach w okolicy. W 1629 roku Wojciech Brudzynski nazywany też Olbrachtem swoje części w Szymanach i Dąbrowicę sprzedał za 4 tysiące dukatów Andrzejowi Zbierzchowskiemu i jego żonie Barbarze Goreckiej. Na przełomie XVIII i XIX wieku, Szymany weszły w skład dóbr piekarskich. Wówczas zmieniły też parafię. Z Boleszczyna przeszły do Skęczniewa. W drugiej połowie XIX wieku było tutaj 25 domów zamieszkałych przez 108 mieszkańców. Mieszkańcy gospodarowali na 331 morgach.
W latach 1975–1998 miejscowość położona była w województwie konińskim.